# Жёншам, Сириль
Сири́ль Жёнша́м (фр. Cyril Jeunechamp; 18 декабря 1975, Ним, Франция) — французский футболист, защитник.

## Клубная карьера

### «Ним Олимпик»
Сириль Жёншам — воспитанник клуба «Ним». Выступал за команду с 1994 по 1997 год и отыграл 1 сезон в Дивизионе 2 и 2 — в Лиге Насьональ. В составе «Нима» защитник стал финалистом кубка Франции в сезоне 1995/96.

### «Осер»
Летом 1997 года Жёншам перешёл в «Осер». Дебютировал в Дивизионе 1 2 августа 1997 года в матче против «Ланса». Забил первый гол за клуб 5 сентября 1997 года в ворота Фредерика Гегена из «Шатору».
25 ноября 1997 года защитник сыграл первый матч в Кубке УЕФА (выездной против «Твенте»). Футболист провёл на поле 90 минут и получил жёлтую карточку.
Всего за 4 сезона в «Осере» Сириль Жёншам сыграл за команду в различных турнирах 150 матчей и забил 7 голов.

### «Бастия»
В июле 2001 года защитник пополнил ряды «Бастии». Впервые сыграл за новый клуб в матче чемпионата Франции с «Седаном» 28 июля 2001 года (вышел в стартовом составе, а на 74-й минуте был заменён на Лилиана Налиса).
.
Гол, забитый игроком в ворота «Бордо» 5 апреля 2002 года, стал для него единственным в составе «Бастии»
.
С корсиканской командой футболист во второй раз в своей карьере стал финалистом национального кубка (в сезоне 2001/02).

### «Ренн»
В декабре 2002 года Жёншам стал игроком «Ренна». В составе «красно-чёрных» он дебютировал матчем с марсельским «Олимпиком», сыгранным 14 января 2003 года.
1 февраля 2003 года защитник поразил ворота «Ланса», забив таким образом первый гол в новом для себя клубе.
Сириль Жёншам выступал за «Ренн» до осени 2007 года и провёл 108 матчей в чемпионате Франции.

### «Ницца»
С 2007 по 2009 год футболист защищал цвета «Ниццы». Впервые сыграл за команду с Лазурного Берега 25 ноября 2007 года в матче против «Пари Сен-Жермен».
Всего до окончания сезона 2008/09 защитник сыграл за «Ниццу» 41 матч в Лиге 1.

### «Монпелье»
Летом 2009 года Сириль Жёншам перешёл в «Монпелье». 1 августа 2009 года он сыграл первый матч в новом клубе (против ПСЖ).
В составе «Монпелье» защитник в сезоне 2010/11 стал финалистом Кубка лиги, а годом позже — чемпионом Франции. По окончании сезона 2012/13 Жёншам завершил профессиональную карьеру футболиста, однако в январе 2014 года он подписал контракт с клубом «Истр».

## Достижения
«Ним»
- Финалист кубка Франции (1): 1995/96

«Осер»
- Победитель кубка Интертото (1): 1997

«Бастия»
- Финалист кубка Франции (1): 2001/02

«Монпелье»
- Чемпион Франции (1): 2011/12
- Финалист кубка французской лиги (1): 2010/11